# Noam Chomsky
Avram Noam Chomsky (hebrejski: אברם נועם חומסקי) (7. prosinca, 1928.) američki je jezikoslovac, filozof, kognitivni znanstvenik, politički aktivist, pisac i predavač. On je profesor emeritus lingvistike na Massachusetts Institute of Technology.
Chomskya se smatra odgovornim za stvaranje teorije generativne gramatike, koja je smatrana jednim od najvećih doprinosa lingvistici u 20. stoljeću. Usto je pomogao započeti kognitivnu revoluciju u psihologiji svojom recenzijom knjige Verbal Behaviour B.F. Skinnera, u kojoj je kritizirao bihevioristički pristup proučavanju ljudskog ponašanja i jezika dominantnog u 1950-ima. Njegov naturalistički pristup jeziku je utjecao na filozofiju jezika i uma. Smatra ga se i zaslužnim za Chomskyevu hijerarhiju, klasifikaciju formalnih jezika prema njihovoj generativnoj moći. Prema Arts and Humanities Citation indeksu iz 1992. godine, Chomsky je bio citiran kao izvor više nego bilo koji drugi živući učenjak u razdoblju 1980. – 1992. godine, a bio je osmi najcitiraniji učenjak u bilo kojem razdoblju.
Započevši sa svojom kritikom Vijetnamskog rata u 1960-ima, Chomsky je postao poznatiji – osobito međunarodno – po svojoj kritici medija i politike. Općenito se smatra ključnom intelektualnom figurom unutar ljevice SAD-a. Chomsky je široko poznat po svom političkom aktivizmu i kritici vanjske politike SAD-a i ostalih vlada.

## Životopis
Chomskyjev otac dr. Zeev "William" Chomsky (15 siječnja 1896. – 19. srpnja 1977.) bio je američki učenjak hebrejskog jezika. Rođen je u Ukrajini (tada dio Ruskog Carstva), a nastanio se u Sjedinjenim Državama 1913. godine. Noam Chomsky nastavlja bavljenje lingvistikom i 1955. počinje predavati na MIT-u.

## Univerzalna gramatika
U lingvistici je poznat po teoriji urođene univerzalne gramatike. U toj teoriji Chomsky tvrdi da su čovjeku urođeni obrasci gramatike koji nisu obrasci samo za jedan određeni jezik, već su obrasci gramatike za sve ljudske jezike. Drugim riječima, jezična sposobnost je genetički uvjetovana. Teorija Chomskog pomogla je slabljenju utjecaja biheviorizma u psihologiji i jačanju kognitivizma. Vjerojatno najsnažniji argument je bio produktivnost jezika ili mogućnost jezika da proizvede nove rečenice koje nikada prije nisu bile izgovorene ili vježbane. Time je Chomsky pokazao da se vještina korištenja jezika ne može objasniti bihevioralnim mehanizmima operantnog uvjetovanja (kondicioniranja), kako je to tvrdio B. F. Skinner.   
Posjedovanje jezika je svojstvo vrste homo sapiens i ona je zajednička svim pripadnicima naše vrste. Slična sposobnost se ne može pronaći među ostalim životinjskim vrstama. Dakle, jezična sposobnost je ono što čovjeka razlikuje od životinje.

## Filozofija
Njegov utjecaj na filozofiju (pogotovo analitičku) je sljedeći: utječe na odmak od prevladavajućeg empirizma, na udaljavanje od biheviorizma u psihologiji, strukturalizma u lingvistici, te na udaljavanje od pozitivizma u filozofiji. Pruža novi kognitivistički pristup lingvistici, te stvara nov pristup razmišljanja o ljudskom umu i ljudskom jeziku u filozofiji, što rezultira mnogim važnim debatama s glavnim akterima analitičke filozofije, primjerice Hilary Putnam, Willard Van Orman Quine, John Searle, Donald Davidson, Saul Kripke, Thomas Nagel, Michael Dummett, Tyler Burge.

## Chomskyjeva hijerarhija
Chomsky je poznat po ispitivanju raznih vrsta formalnih jezika kao i mogu li oni obuhvatiti ključna svojstva ljudskog jezika. Njegova Chomskyjeva hijerarhija particionira formalne gramatike u klase, ili skupine, s povećavajuće izražajnim moćima, tj. svaka sukcesivna klasa generira širi skup formalnih jezika od prethodne.
Zanimljivo, Chomsky tvrdi da oblikovanje nekih aspekata ljudskog jezika zathijeva složenije formalne gramatike (mjereno u Chomskyjevoj hijerarhiji) od oblikavanja drugih. Primjerice, iako je regularni jezik dovoljno moćan za oblikovanje engleske morfologije, nije dovoljno moćan za oblikovanje engleske sintakse. Kao dodak relevatnosti u lingvistici, Chomskyjeva je hijerarhija također postala važna u računarstvu (napose u konstrukciji jezičnih procesora i teoriji automata).

## Politički aktivizam
S političkim djelovanjem započinje za vrijeme vijetnamskog rata. Angažiran je na strani američke ljevice, točnije 1965. organizira akciju odbijanja plaćanja poreza kao oblika protesta zbog vijetnamskog rata.
Prvu političku knjigu pod nazivom »American Power and the New Mandarins« (Američka moć i novi mandarini) objavljuje 1969. Knjiga je zbirka eseja koji izlažu argumente protiv vijetnamskog rata, općenito protiv američke vanjske politike, te u tim esejima optužuje SAD za novi imperijalizam. Protivi se američkoj intervenciji u Vijetnamu iz razloga što nitko nije proglasio SAD sudcima i krvnicima Vijetnama.
Dok su novi mandarini liberalni intelektualci i mainstream (srednjestrujaški) mediji koji rade u svrhu režima i služe kao apologete rata, odnosno daju ideološko pokriće ratu.
Nakon 1969. napisao je preko 40 političkih knjiga. Zadnjih godina počinje se prevoditi i u Hrvatskoj.
Njegov politički angažman se može podijeliti u tri dijela:
1. Borba protiv velikih korporacija, kapitalizma koji koristi ljude kao jeftinu radnu snagu, donosi dobit samo manjem broju ljudi što na kraju rezultira sve većim jazom između bogatih i siromašnih.
2. Borba protiv SAD-ovih tzv. preventivnih ratova, a zapravo ratova vođenih u korist korporacija koje postavljaju američke predsjednike i vode američku vanjsku politiku.
3. Borba protiv mainstream media i intelektualaca koji služe kao ideološko pokriće korporacijama i sve većem jazu između bogatih i siromašnih.

U zadnje vrijeme poznat je po »dizanju bure« svojom izjavom da su SAD vodeći svjetski terorist, a ne oni protiv kojih SAD vodi tzv. ratove protiv terorizma. Chomsky kritizira uglavnom vladu SAD-a, a ne druge vlade i to ne zato što, kako kaže, nema razloga za kritiku, već zato što smatra da kritiku treba usmjeriti tamo gdje će najvjerojatnije napraviti promjene, a to bi u svakom demokratskom sistemu trebala biti vlastita vlada.
Član je Savjeta zagrebačkog ljevičarskog časopisa Novi Plamen. Potpisnik je Deklaracije o zajedničkom jeziku, u kojoj se tvrdi da se u Hrvatskoj, Bosni i Hercegovini, Srbiji i Crnoj Gori govore nacionalne standardne varijante zajedničkog policentričnog standardnog jezika.

## Kontroverze
Chomsky je iznio par pogleda na raspad SFRJ koji su u nekim krugovima protumačeni kao relativiziranje Miloševićeve politike. Chomskog se kritizira za izjavu da je pokolj u Srebrenici "preuveličan", da logor Trnopolje nije bio sabirni logor nego mjesto "gdje je svatko mogao otići kad god je htio" i da je NATO-ovo bombardiranje SRJ započelo "jer Srbija nije provodila nužne socio-ekonomske reforme podložne SAD-ovom programu neo-liberalizma". Prema njemu, rat na Kosovu doveo je do izbjeglica i zločina, ali "tek nakon NATO intervencije". Kritičari te tvrdnje osporavaju i tvrde da je riječ o krivom citiranju izvora. Novinar Ed Vulliamy je napisao otvoreno pismo u kojem ga kritizira zbog "revizionizma rata u Bosni".

## Vanjske poveznice
- službena stranica Noama Chomskog
- arhiv Chomskijevih članaka na Z-netu  Arhivirana inačica izvorne stranice od 19. listopada 2005. (Wayback Machine)
- Noam Chomsky - izreke, citati, misli...  Arhivirana inačica izvorne stranice od 11. prosinca 2013. (Wayback Machine)